# NGC 1869
NGC 1869 је расејано звездано јато у сазвежђу Златна риба које се налази на NGC листи објеката дубоког неба.
Деклинација објекта је - 67° 22' 40" а ректасцензија 5h 13m 52,0s. Привидна величина (магнитуда) објекта NGC 1869 износи 11,6. NGC 1869 је још познат и под ознакама ESO 85-SC55.